# Witness to Apartheid
Pour plus de détails, voir Fiche technique et Distribution.
Witness to Apartheid est un film américain réalisé par Kevin Harris et Sharon I. Sopher, sorti en 1986.

## Synopsis
Ce documentaire filmé en secret montre la réalité de la violence d'État dans le cadre de la politique d'apartheid en Afrique du Sud.

## Fiche technique
- Titre : Witness to Apartheid
- Réalisation : Kevin Harris et Sharon I. Sopher
- Scénario : Peter Kinoy et Sharon I. Sopher
- Photographie : Peter Tischhauser
- Montage : Laurence Solomon
- Production : Kevin Harris et Sharon I. Sopher
- Société de production : Developing News
- Pays de production :  États-Unis
- Genre : Documentaire
- Durée : 58 minutes
- Dates de sortie : 
  - États-Unis : 18 avril 1986 (New Directors/New Films)

## Distinctions
Le film a été nommé à l'Oscar du meilleur film documentaire.